# Сенадор-Салгаду-Филью
Сенадор-Салгаду-Филью (порт. Senador Salgado Filho) — муниципалитет в Бразилии, входит в штат Риу-Гранди-ду-Сул. Составная часть мезорегиона Северо-запад штата Риу-Гранди-ду-Сул. Входит в экономико-статистический микрорегион Санту-Анжелу. Население составляет 2808 человек на 2006 год. Занимает площадь 147,209 км². Плотность населения — 19,1 чел./км².
Праздник города — 28 декабря.

## История
Город основан 29 декабря 1995 года.

## Статистика
- Валовой внутренний продукт на 2003 составляет 43.269.287,00 реалов (данные: Бразильский институт географии и статистики).
- Валовой внутренний продукт на душу населения на 2003 составляет 15.113,27 реалов (данные: Бразильский институт географии и статистики).
- Индекс развития человеческого потенциала на 2000 составляет 0,787 (данные: Программа развития ООН).

## География
Климат местности: субтропический гумидный.